# Boissy-Lamberville
Boissy-Lamberville é uma comuna francesa na região administrativa da Normandia, no departamento de Eure. Estende-se por uma área de 8,03 km². Em 2010 a comuna tinha 362 habitantes (densidade: 45,1 hab./km²).